# ثورة جبل عجلون 1839
ثورة جبل عجلون 1839
أسست ثورة الجبل (1839) لمرحلة جديدة ومهمة في تاريخ الأردن، والواقع أنها جزء من ثورة شاملة امتدت في حوران وعجلون التاريخية الممتدة بين نهري اليرموك والزرقاء، وتشمل اربد والكورة وجرش والأغوار الشمالية ضد حكم محمد علي ممثلا في ابنه إبراهيم باشا ووكلائه في المنطقة والذين كانوا مجموعة من الفرسان والإقطاعيين "المماليك" لا يتحدثون من العربية إلا بضع كلمات كما تذكر الرواية الشفوية. وهناك مجموعة من المصادر والوثائق المهمة والجيدة حول هذه الفترة. 
في الرواية الشفوية فاجأ أهالي قرى شفا عجلون الممتدة بين وادي اليابس ووادي كفرنجة والمناطق الجبلية المطلة عليها امتدادا من لستب ومار الياس واشتفينا وصخرة إلى الشريعة (نهر الأردن) وتحركت أعداد كبيرة من الرجال مكونة من حوالي مائتي فارس وألفي راجل متظاهرين بالاحتفال بالأعياد والغناء والأهازيج حتى وصلوا إلى قلعة وكيل إبراهيم باشا في "لستب" وأبادوا جميع عساكر القلعة (حسب الرواية الشفوية طبعا).
يرجح أنها ثورة تلقت دعما من الدولة العثمانية، لأنها كانت على قدر متقدم من التنظيم والتسليح، ولأن الدولة العثمانية أقامت علاقات طيبة مع الأهالي، وفوضتهم بالأراضي الممتدة في مناطقهم بعدما كان يسيطر عليها اقطاعيون، وتؤشر وثائق ملكية البيوت والأراضي التي يحتفظ بها الأهالي إلى تفويض البيوت والأراضي منذ العام 1840، كما أقامت الدولة العثمانية مجموعة من القلاع العسكرية لحفظ الأمن مثل مقاطعة عجلون (1840) ومخفر القرن، وما تزال هذه المباني قائمة ومستخدمة لدى الجيش والأمن العام. وربما كانت قلعة القرن في وادي الأردن (غور الوهادنة) قائمة قبل ذلك بكثير لكن جرى تطويرها وترميمها.
شهدت المنطقة ازدهارا سريعا منذ العام 1840 يؤشر إليه بالهجرات الواسعة للإقامة فيها كما تدل أسماء العائلات والعشائر في المنطقة والتي تتنمي إلى أصول وأماكن ليست عجلونية، كما أنشئت مدارس (الكتاتيب) ومساجد ومحاكم ودواوين (مضافات) تؤشر إلى الاستقرار والتطور الحضري، وتذكر كتب وروايات أن الأهالي والولاة كانوا يخصصون للدواوين التي تقوم عليها العائلات والمخاتير موارد خاصة بها لأجل استضافة المسافرين والتجار والموظفين الذين يمرون بالقرى، لأنها كانت المؤسسات العملية لضمان حركة السفر والتجارة واستقرارها، وكان في مقدور المسافر أن يتحرك أياما وأسابيع ويجد الطعام والمبيت والأمن والحماية في منظومة من التعاقد الاجتماعي والتعاون المتبادل، فمن المعروف بداهة أن الضيف اليوم سيكون مضيفا عندما يعود إلى بلده. وهناك روايات شفوية وإشارات مؤكدة إلى العلماء المحليين الذين كانوا يشتغلون بالتعليم والإمامة والإفتاء والقضاء والطب، ويبدو مؤكدا انتشار التعليم الأساسي في القرى منذ منتصف القرن التاسع عشر.
لكن الدولة العثمانية نكثت عهدها مع الناس، وهذا شأن مكرر ومحير في تاريخها. فنزعت منهم ملكية مساحات واسعة من الأراضي المهمة والخصبة في وادي الأردن؛ ما أدى إلى هجرات واسعة لأن الزراعة كانت هي العمل والمورد الرئيس، ثم دخلت في الحرب العالمية الأولى من غير مصلحة لها وللبلاد العربية، وسيق جميع الرجال (تقريبا) إلى الحرب، ولم يعد منهم أحد (تقريبا) وتحولت القرى إلى مجتمعات من الأيتام والأرامل بلا موارد ولا أرض ولا قدرة على العمل والفلاحة. وما تزال مهجورة أو شبه مهجورة القرى التي كانت قصبات وبلدات عامرة ومزدهرة، مثل مار الياس ولستب وخربة فارا وكفر الدرة وأبو الزيتون وشتورا وكركما وسبيرا وعين البيضا والقرن وهجيجا وصليحان (سليخات) والمرزة، وعلي مشهد، وبعضها أعاد اللاجئون الفلسطينيون إعمارها والإقامة فيها بعدما هجرت، مثل وادي اليابس وكريمة وأبو هابيل والقرن.
مراجع
رواية شفوية ذكرها إبراهيم غرايبة في مقالة نشرت في صجيفة الغد الأردنية  وراويته نشيد الروح الخائفة
ثورات الأردنيين في حوران جبل عجلون والكورة 1834 - 1840